# Rio Sapucaí-Mirim (vattendrag i Brasilien, lat -22,20, long -45,88)
Rio Sapucaí-Mirim är ett vattendrag i Brasilien. Det ligger i den sydöstra delen av landet, 700 km söder om huvudstaden Brasília.
Omgivningen kring Rio Sapucaí-Mirim är huvudsakligen savann. Området är ganska tätbefolkat, med 214 invånare per kvadratkilometer.